# Vishnuvardhan

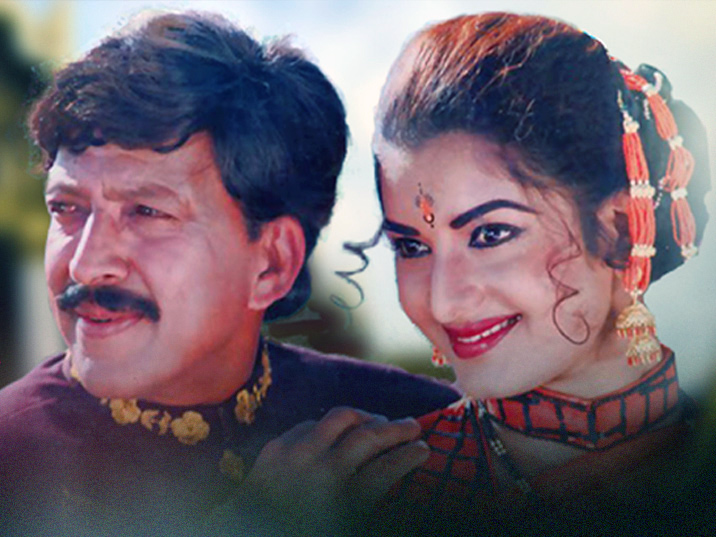
Vishnuvardhan (links) en Prema

Vishnuvardhan (ವಿಷ್ಣುವರ್ಧನ್), geboren als Sampath Kumar, (Mysore, 18 september 1949 - aldaar, 30 december 2009) was een Indiaas acteur en zanger uit de staat Karnataka. Hij werd beschouwd als een der meest veelzijdige en getalenteerde acteurs uit het Kannada filmbedrijf. Met zijn rollen in romantische, actie-, muziek-, komische en familieprenten werd hij bijzonder populair. Hij nam de naam Vishnuvardhan aan op aandringen van Puttanna Kanagal, die zijn eerste film Nagarahavu regisseerde.